# 羅登巴赫河 (施特倫德河支流)
50°58′52″N 7°06′30″E / 50.98121899°N 7.10821599°E
羅登巴赫河（德語：Rodenbach），是德國的河流，位於該國西部，處於北萊茵-威斯特法倫州，屬於施特倫德河的左支流，河道全長18.5公里，流域面積81.2平方公里。